# 36235 Sergebaudo
36235 Sergebaudo è un asteroide della fascia principale. Scoperto nel 1999, presenta un'orbita caratterizzata da un semiasse maggiore pari a 2,6294636 UA e da un'eccentricità di 0,1323499, inclinata di 15,75828° rispetto all'eclittica.